# Kohlswa Jernverks AB

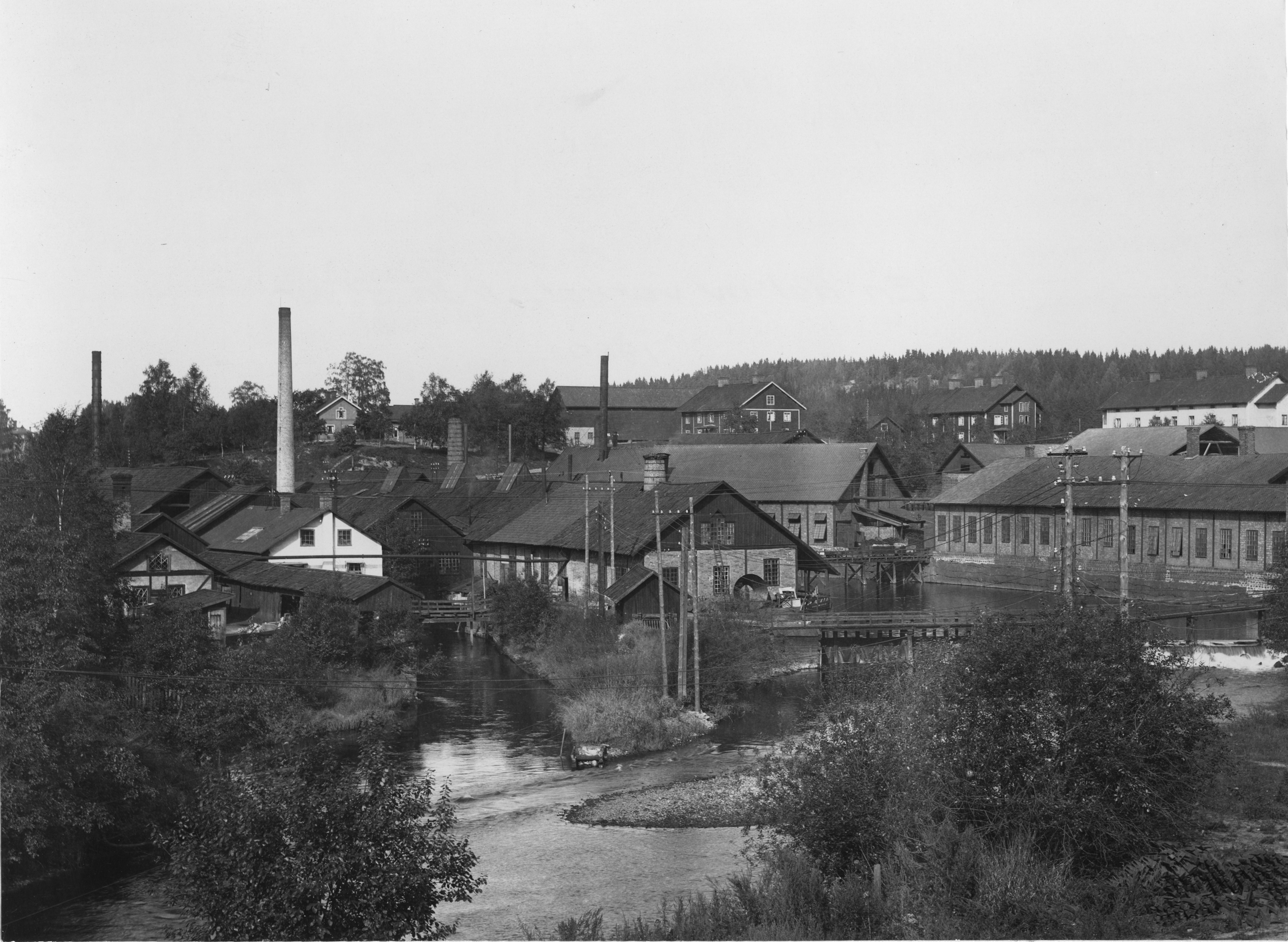
Kohlswa Jernverk 1920

Kohlswa Jernverks AB var en svensk ståltillverkare belägen i Kolsva med främst tillverkning av stålgjutgods. Företaget grundades 1548 och delades upp 1985.

## Historia
Kohlswa Jernverks hade sitt ursprung i en hammarsmedja som anlades 1548 av kyrkoherde Vidik från Munktorp. Under 1700-talet ägdes bruket bland annat av familjen Tersmeden. Brukets storhetstid började emellertid först 1853 när brukspatron Lars Lindberg köpte bruket. Lindberg investerade i flera valsverk och skapade på så sätt betingelser för att överleva 1870-talets "bruksdöd". Under sonen Lars Uno Lindberg startades 1886 stålgjutgodstillverkningen vid Kohlswa. 1893 bildades Kohlswa Jernverks AB, vilket redan samma år infördes i Lloyd's Register of Shipping såsom godkänd leverantör av stålgjutgods. År 1899 infördes martinprocessen i ståltillverkningen.
1920-talet var ekonomiskt svåra år för företaget och 1927 hamnade Kohlswa Jernverks i Skandinaviska Bankens ägo. Under 1950- och 1960-talen stod Kohlswa Jernverks på topp med närmare 1 200 anställda.  Företaget var vid denna tid Skandinaviens största stålgjuteri med en årsproduktion på 6 000 ton. 1968 blev Kohlswa Jernverks ett dotterbolag inom ASEA. ASEA sökte att samordna Kohlswa och sedan tidigare ASEA-ägda Surahammars Bruks AB. Mot bakgrund av detta såldes företagens skogsinnehav – ett arv från den traditionella bruksverksamheten – till Kopparfors 1975. 
År 1981 sålde ASEA Kohlswa Jernverks AB till Grängeskoncernen. Verksamheten i Kolsva bestod då främst av stålverk med elektriska ugnar, stålgjuteri, mekanisk verkstad, kedjefabrik och pulvermetallisk fabrik. Gränges valde att dela upp verksamheten 1985 och under slutet av 1980-talet och i början av 1990-talet såldes de olika divisionerna till olika företag och privatpersoner. 
Idag finns ett antal företag med anknytning till det gamla företaget kvar på orten, av vilka främst märks Kohlswa Gjuteri AB och Keycast Kohlswa AB.